# ドグマ (映画)
『ドグマ』（Dogma）は、1999年のアメリカ映画。ヴュー・アスキューニバースの映画シリーズの4番目の作品である。

## ストーリー
2000年前に天国を追放された、2人の堕天使が天国へ帰還を企むが、それが成功すると世界が消滅してしまう為、現代におけるキリストの末裔（マリアは処女であるが妊娠していたという設定）がその二人の天国への帰還を阻止するがため奮闘する。

## キャスト
| 役名                                   | 俳優                                      | 日本語吹替 |
| -------------------------------------- | ----------------------------------------- | ---------- |
| バートルビー                           | ベン・アフレック                          | 堀内賢雄   |
| ロキ                                   | マット・デイモン                          | 平田広明   |
| ベサニー                               | リンダ・フィオレンティーノ                | 五十嵐麗   |
| セレンディピティ                       | サルマ・ハエック                          | 佐藤しのぶ |
| アズラエル                             | ジェイソン・リー                          | 内田直哉   |
| ジェイ                                 | ジェイソン・ミューズ                      | 咲野俊介   |
| サイレント・ボブ                       | ケヴィン・スミス                          |            |
| メタトロン                             | アラン・リックマン                        | 大友龍三郎 |
| ルーファス                             | クリス・ロック                            | 桐本琢也   |
| スティギアン三重項                     | バレット・ハックニー                      |            |
| スティギアン三重項                     | ジャレド・プフェニグワース                |            |
| スティギアン三重項                     | キタオ・サクライ                          |            |
| ジョン・ドウ・ジャージー（不思議な男） | バッド・コート                            |            |
| イグネシアス・グリック枢機卿           | ジョージ・カーリン                        | 八奈見乗児 |
| その女性                               | アラニス・モリセット                      |            |
| 抗議する人                             | ブライアン・ジョンソン                    |            |
| 抗議する人                             | ウォルター・フラナガン                    |            |
| グラント・ヒックス                     | ブライアン・オハローラン                  | 水野龍司   |
| 銃のセールスマン                       | ジェフ・アンダーソン                      | 河野智之   |
| バス停留所の随行人                     | グィネヴィア・ターナー                    |            |
| ノーマン（糞便の鬼）の声               | イーサン・サプリー                        |            |
| ケーン                                 | ドワイト・ユーウェル                      |            |
| リズ                                   | ジャニーン・ガラファロー                  | 林佳代子   |
| キスの船員                             | スコット・モシャー                        | 水野龍司   |
| ニュースレポーター                     | アーネスト・オドネル （ノンクレジット）   |            |
| エキストラ                             | ヴィンセント・ペレイラ （ノンクレジット） |            |

## 評価

### 受賞・ノミネート
| 映画祭                           | 部門                                     | 候補               | 結果       |
| -------------------------------- | ---------------------------------------- | ------------------ | ---------- |
| インディペンデント・スピリット賞 | 脚本賞                                   | ケヴィン・スミス   | ノミネート |
| ラスヴェガス映画批評家協会賞     | オリジナル脚本賞                         | ケヴィン・スミス   | ノミネート |
| ゴールデンラズベリー賞           | 最低助演女優賞                           | サルマ・ハエック   | ノミネート |
| サテライト賞                     | 歌曲賞                                   | "Still"            | ノミネート |
| サテライト賞                     | 助演男優賞（ミュージカル・コメディ部門） | アラン・リックマン | ノミネート |

## その他
- アメリカでは、ジェイ＆サイレント・ボブ視点の、チェイシング・エイミーとこの映画での出来事を繋ぐ『チェイシング・ドグマ』と呼ばれる漫画本のミニシリーズがある。